# Bato (chefe desitiata)
Bato ou Batão, o Desitiata ou ainda Bato I ou Batão I, foi um chefe tribal dos desitiatas, uma tribo ilíria que lutou contra o Império Romano entre 6 e 9 a.C. na Grande Revolta da Ilíria, conhecida também como "Guerra de Bato".

## Contexto

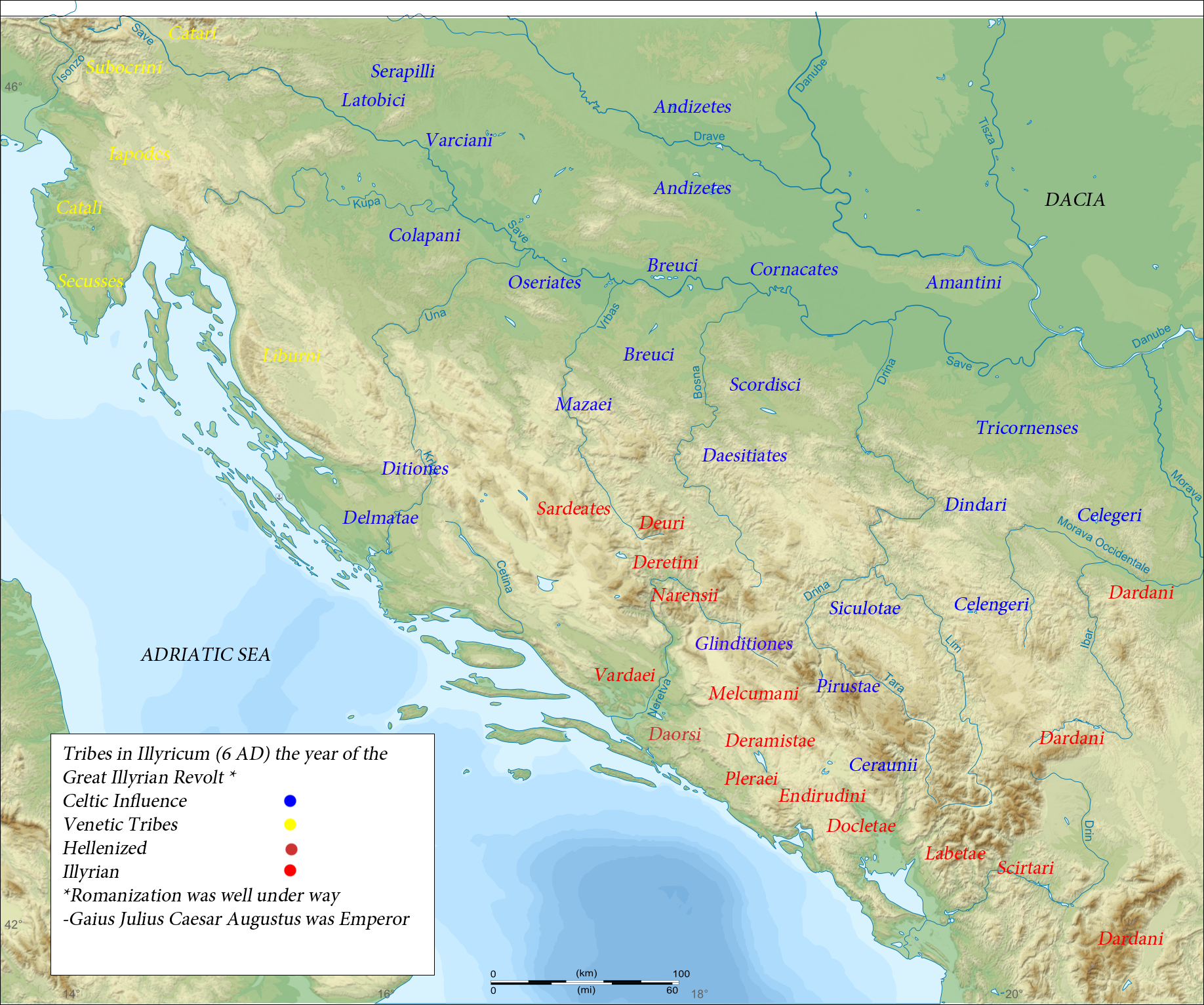
Mapa da Ilíria mostrando as principais tribos na época da Grande Revolta Ilíria.

Bato nasceu provavelmente entre 35 e 30 a.C. na região que é hoje a Alta Bósnia entre os desitiatas, cuja terra natal ficava na Bósnia Central. A partir de 33 a.C., a tribo de Bato foi subjugada pelos romanos e passou a ser governada como uma civitas semi-independente, parte da província de Ilírico, cuja capital era Salona, na costa do mar Adriático. Bato era provavelmente um membro de uma distinta família local e, já adulta, foi um oficial militar ou político.

## Revolta
Em 6 d.C., os romanos estavam em campanha contra os germânicos marcomanos e, para combatê-los, Augusto ordenou a mobilização inclusive das forças de defesa de Ilírico. Mas, na primavera do mesmo ano, estas mesmas forças se revoltaram, com Bato na liderança. Na região panônica de Ilírico, os breucos também se juntaram à revolta e seu líder, Bato, o Breuco, liderou as forças na região. Estes dois centros conseguiram se unir em 6 d.C. e os dois Batos se aliaram para criar um grande exército rebelde.
O Império Romano enviou dez legiões e um número similar de unidades auxiliares e mercenárias para esmagar a revolta. Muitos legionários eram veteranos de guerra romanos e seu comandante era o futuro imperador Tibério, o filho adotivo de Augusto. Dato, o Desitiata, tentou, sem sucesso, tomar Salona e, depois de ser derrotado por Marco Valério Messala Messalino, o governador de Ilírico, recuou para tentar reagrupar suas forças junto a Bato, o Breuco. Depois de dois anos de guerra, no verão de 8, este Bato se rendeu a Tibério às margens do rio Batino (provavelmente o rio Bosna) e, logo depois, ele foi capturado por Bato, o Desitiata, cujo conselho de guerra o condenou à morte por traição. No ano seguinte, Tibério e Germânico iniciaram uma campanha contra os desitiatas e, depois de ferozes combates em setembro de 9, apenas alguns dias antes do desastre romano na Batalha da Floresta de Teutoburgo, Bato, o Desitiata se rendeu a Tibério. Alega-se que Tibério tenha perguntado a Bato o motivo pelo qual ele havia se revoltado com seu povo e a resposta teria sido: "Vocês romanos são culpados disto, pois não enviaram cães ou pastores para guardar seu rebanho, mas lobos". Bato passou o resto da vida na cidade romana de Ravena.